# Fungia paumotensis
Fungia paumotensis là một loài san hô trong họ Fungiidae. Loài này được Stutchbury mô tả khoa học năm 1833.